# Delphinium densiflorum
Delphinium densiflorum är en ranunkelväxtart som beskrevs av John Firminger Duthie och Ernst Huth. Delphinium densiflorum ingår i släktet storriddarsporrar, och familjen ranunkelväxter. Inga underarter finns listade i Catalogue of Life.